# Turbonilla ina
Turbonilla ina är en snäckart som beskrevs av Bartsch 1917. Turbonilla ina ingår i släktet Turbonilla och familjen Pyramidellidae. Inga underarter finns listade i Catalogue of Life.